# Америка Фёрст Филд
«А́мерика Фёрст Филд» (англ. America First Field) — футбольный стадион, расположенный в городе Санди, штата Юта, южном пригороде Солт-Лейк-Сити. Домашний стадион профессионального футбольного клуба «Реал Солт-Лейк», выступающего в MLS, высшей футбольной лиге США и Канады.

## История
Стадион был назван «Ри́о Ти́нто Стэ́диум» (англ. Rio Tinto Stadium; неофициально — The RioT) по имени спонсора — Rio Tinto Group, второго по величине в мире транснационального горнорудного концерна. Согласно контракту, подписанному Rio Tinto в 2008 году, концерн выплачивал между 1,5 и 2,5 млн долларов ежегодно в течение 15 лет, за право на именование стадиона.
Стадион расположен в 15 минутах езды к югу от даунтауна Солт-Лейк-Сити и в 25 минутах от аэропорта Солт-Лейк-Сити.
В 2015 году на стадионе и прилегающих крытых парковках были установлены 6500 солнечных панелей. Планируется, что панели будут вырабатывать 2020 киловатт энергии, что возместит 73 % потребления энергии на стадионе — крупнейшее возмещение потребления электроэнергии среди всех профессиональных спортивных клубов Северной Америки.
10 сентября 2022 года «Реал Солт-Лейк» заключил соглашение о правах на название стадиона с кредитной организацией America First Credit Union, в соответствии с которым арена была переименована в «Америка Фёрст Филд». Согласно веб-сайту Sportico сумма сделки составила примерно 100 млн долларов в течение 15 лет, что равняется приблизительно 6 млн долларов в год.

## Важные спортивные события
На стадионе проходили групповые матчи и матчи турнира плей-офф Лиги чемпионов КОНКАКАФ 2010/2011, а также матчи Лиги чемпионов КОНКАКАФ 2012/2013.
| Дата            | Сборные                      | Соревнование                               |
| --------------- | ---------------------------- | ------------------------------------------ |
| 29 июля 2009    | Звёзды MLS 1:1 Эвертон       | «Матч всех звёзд MLS 2009»                 |
| 11 октября 2011 | Реал Солт-Лейк 0:1 Монтеррей | Финал Лиги чемпионов КОНКАКАФ 2010/2011    |
| 18 июня 2013    | США 1:0 Гондурас             | Отборочный турнир чемпионата мира 2014     |
| 13 июля 2013    | США 4:1 Куба                 | Золотой кубок КОНКАКАФ 2013, матч группы C |
| 13 июля 2013    | Коста-Рика 1:0 Белиз         | Золотой кубок КОНКАКАФ 2013, матч группы C |